# Kaplica we Włóknach
Kaplica we Włóknach – kaplica rzymskokatolicka we Włóknach (Rudziczce). Należy do parafii Trójcy Świętej w Rudziczce.

## Historia
Kaplica została wzniesiona pod koniec XVIII wieku. Została ufundowana przez miejscową rodzinę Thienel jako Dar wotywny"wotum dziękczynne za narodzenie dziecka pomimo późnego wieku rodziców. Thienelowie umieścili w prezbiterium kaplicy obraz Świętej Rodziny, sprowadzony z Watykanu, niezachowany do czasów współczesnych. Włokna do 1945 należały do parafii św. Anny w Niemysłowicach.
Opiekę nad kaplicą sprawuje parafia Trójcy Świętej w Rudziczce, a także mieszkańcy wsi.

## Architektura

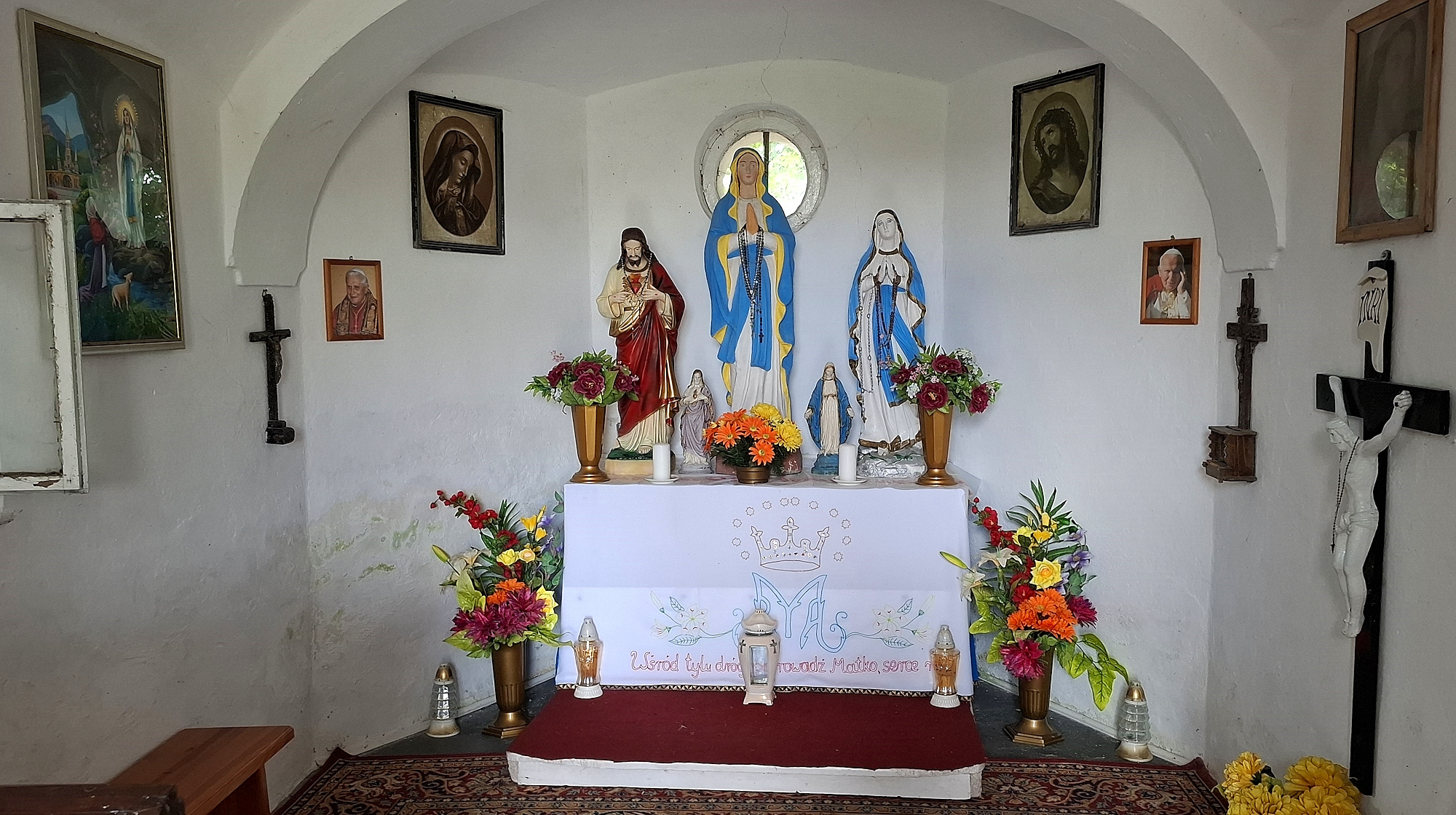
Wnętrze kaplicy

Kaplica znajduje się w otoczeniu drzew, na stoku w północno-wschodniej części Włókien (południowo-wschodnia część Rudziczki), pomiędzy posesjami Rudziczka 92 i Rudziczka 102, w pobliżu polnej drogi nad remizą strażacką.
Kaplica została wzniesiona na planie prostokąta z trójbocznie zamkniętym korpusem, w który od zachodu wstawiono węższą, czworoboczną wieżę. Korpus nakryty dachem wielopołaciowym, wieża zwieńczona uproszczonym hełmem z sześcioboczną latarnią. Kaplica orientowana jest szczytem do drogi, murowana z cegły z otynkowanymi elewacjami i wyodrębnionym cokołem niwelującym różnice terenu. Elewacje wieży pokryte dekoracją ramową, artykułowane półkoliście zamkniętymi blendami w elewacjach bocznych i ostrołukowym wejściem na osi ze znajdującym się nad nim okrągłym otworem okiennym. Elewacje korpusu artykułowane półkoliście zamkniętymi otworami okiennymi od północy i południa, okrągłym od wschodu.